# Temnosternus undulatus
Temnosternus undulatus är en skalbaggsart som beskrevs av Mckeown 1942. Temnosternus undulatus ingår i släktet Temnosternus och familjen långhorningar. Inga underarter finns listade i Catalogue of Life.